# Planten
De planten (Plantae) vormen een rijk van eukaryoten die hun energie verkrijgen uit fotosynthese en zich meestal niet kunnen voortbewegen. Bijna alle planten bezitten chloroplasten in hun cellen, waarmee ze energie uit zonlicht kunnen vangen om koolhydraten te vormen uit koolstofdioxide en water. De chloroplasten in de plantencellen zijn in de loop van de evolutie door endosymbiose ontstaan uit cyanobacteriën.
In de moderne biologie wordt het plantenrijk vaak gelijkgesteld met de clade Viridiplantae (groene planten). Hiertoe behoren de groenwieren en de embryofyten of landplanten – met hierbinnen de mossen, lycofyten, varens, naaktzadigen zoals coniferen en bedektzadigen. Op basis van moleculair-genetisch onderzoek wordt de Viridiplantae samen met twee kleinere algengroepen, de roodwieren en glaucofyten, in de supergroep Archaeplastida geplaatst. Al deze organismen kenmerken zich door een foto-autotrofe levenswijze, wat hen van de schimmels en de dieren onderscheidt.
Er zijn ongeveer 380.000 plantensoorten beschreven, waarvan de overgrote meerderheid zaden vormen. Deze zaadplanten zijn zeer divers in groeiwijze en levenscyclus, van minuscule waterplanten tot metershoge bomen. Groene planten zijn verantwoordelijk voor de productie van een belangrijk deel van de zuurstof in de atmosfeer. Als ecologische producenten staan ze aan de basis van vrijwel alle ecosystemen op Aarde. Vele organismen, waaronder dieren, voeden zich met plantaardig materiaal of zijn afhankelijk van organismen die van planten leven.
Bij de uitdrukking 'bloemen en planten' gaat het in het gewone spraakgebruik vaak om kruidachtige soorten van de bedektzadigen, bijvoorbeeld snijbloemen, sierplanten, kamerplanten en tuinplanten. Deze worden dan voor een deel geplaatst tegenover de houtige planten zoals de struiken en bomen. Samen vormen ze slechts een klein deel van de Viridiplantae. De wetenschap die zich bezighoudt met de bestudering van planten heet botanie.

## Omgrenzing
De term 'planten' kan min of meer losjes gebruikt worden, zonder dat wordt aangegeven of het om een oude omgrenzing, om de meer moderne, of om een nog nauwer begrensde groep gaat, bijvoorbeeld alleen de vaatplanten, de zaadplanten, de bedektzadigen of zelfs de bloemplanten.
Historisch gezien is de definitie van de 'planten' aan verandering onderhevig geweest. Met 'planten' werd vaak bedoeld: alle organismen die traditioneel door plantkundigen worden bestudeerd, de meercellige eukaryote fotosynthetiserende organismes (soms zelfs samen met de schimmels). 
Oorspronkelijk omvatten de planten (in de oude, ruime betekenis) ongeveer, dus landplanten zoals vaatplanten, mossen, groenwieren, schimmels en korstmossen, blauwalgen, diatomeeën, bruinwieren en roodwieren. Op deze manier opgevat is de term plant een ecologische term, net zoals de term algen. Oudere teksten gebruiken vaak deze traditionele omgrenzing.
De fotosynthetische prokaryoten (de blauwalgen of cyanobacteriën) worden niet meer tot de planten gerekend. Dit geldt tevens voor een hele reeks van groepen van protisten, zoals de roodwieren of de bruinwieren. De schimmels werden oorspronkelijk ook tot de planten gerekend, maar volgens meer recente opvattingen zijn ze nauwer verwant aan de dieren. De schimmels worden nu dan ook in een eigen rijk ingedeeld: Fungi in de supergroep van de Unikonta, samen met de rijken van de dieren en de Amoebozoa. 
Hoewel in moderne opvattingen de planten het rijk Viridiplantae omvatten, is het is ook mogelijk om de gehele supergroep Archaeplastida op te vatten als planten, dus inclusief algengroepen als de kranswieren, de groenwieren en de roodwieren.
Vóór de opkomst van de moleculaire biologie was het systematisch onderzoek aan de verschillende plantengroepen en in het bijzonder de fylogenie, gebaseerd op morfologische en anatomische kenmerken en op de analyse van de levenscycli. Traditionele methoden worden nog steeds gebruikt bij het onderzoek aan uitgestorven, fossiele planten.

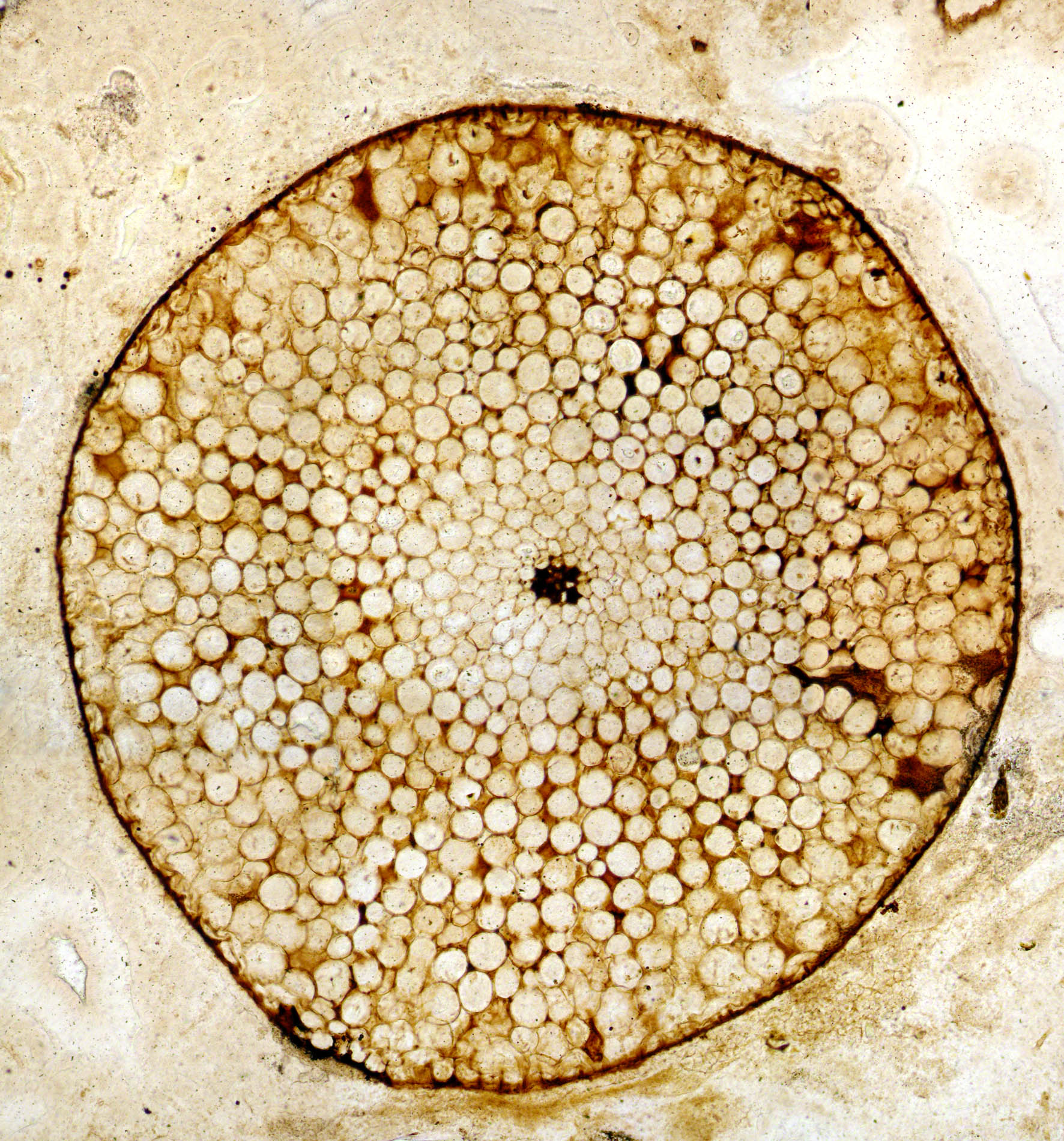
Rhynia gwynne-vaughanii  †, dwarsdoorsnede van een 'stengel'.
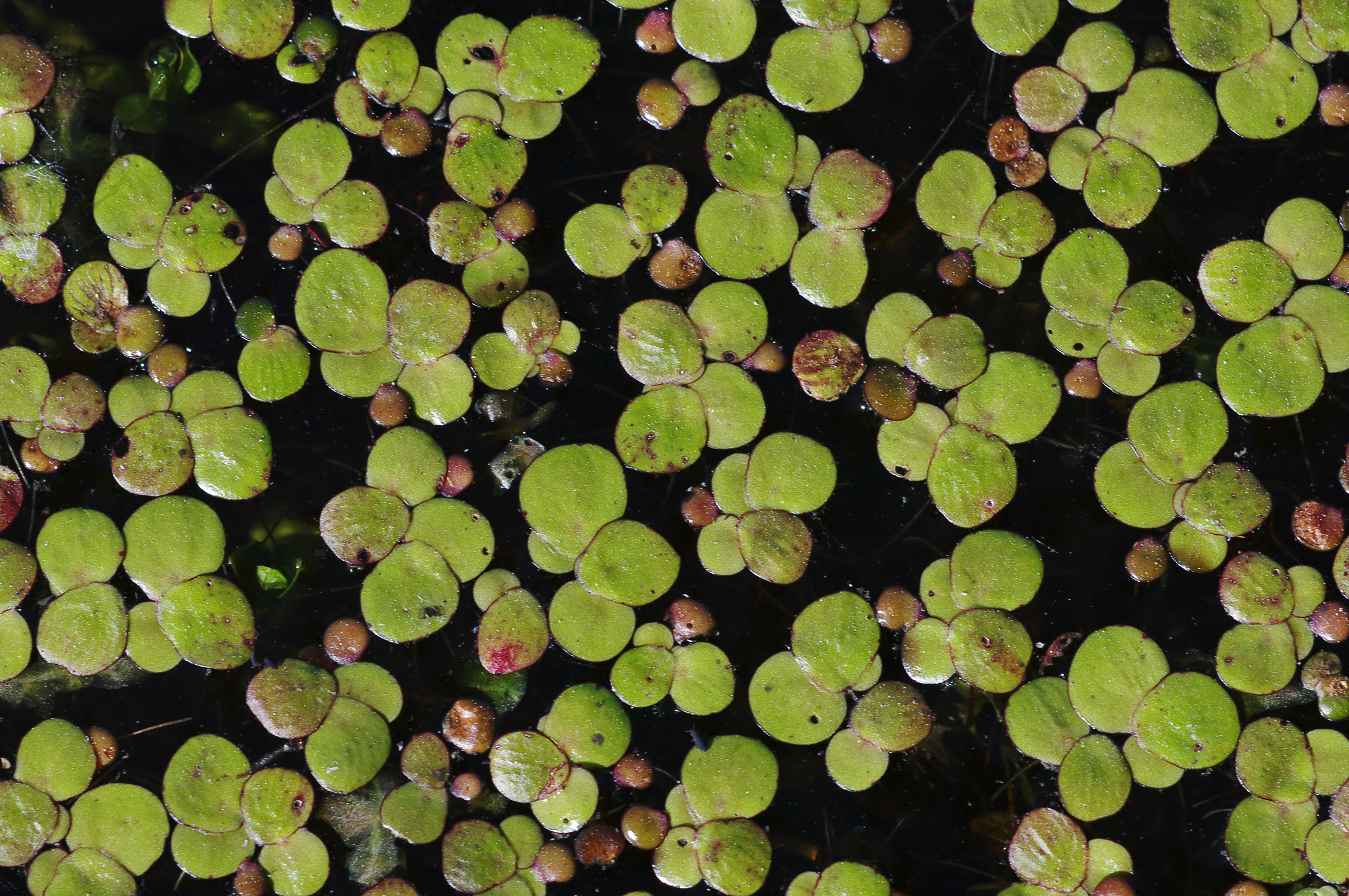
Veelwortelig kroos, bestaande uit afgeplatte stengels en wortels (onder water).
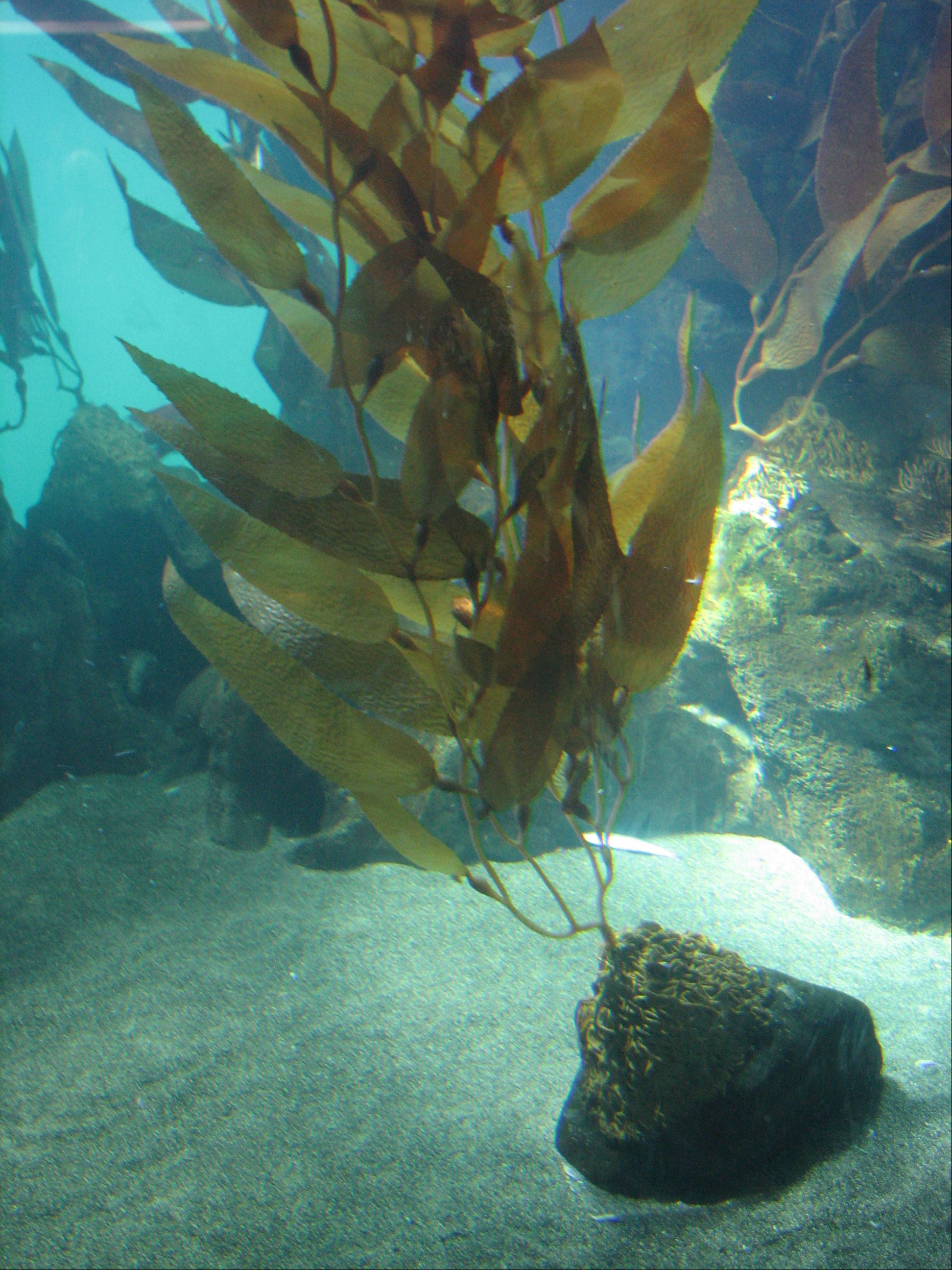
Macrocystis pyrifera (reuzenkelp), een bruinwier met 'stengels' en 'bladeren'.

## Bouwplan

### Zaadplanten
De typische bouw van zaadplanten omvat drie hoofdorganen: wortels, stengels en bladeren.
- wortels, ondergronds (zelden bovengronds)
- Stengels, bovengronds (soms ondergronds), deze dragen de bladeren
- Bladeren, langs de stengels

Op de drie hoofdorganen bestaan veel variaties, vaak afhankelijk van hun functie. Bloemen zijn te beschouwen als omgevormde stengels met bladeren. Organen als wortels, bladeren of stengels kunnen ontbreken of sterk gereduceerd zijn.

### Varens en wolfsklauwen
Planten uit andere groepen, zoals de varens en de wolfsklauwen hebben een iets andere bouw, waarvoor vaak een eigen terminologie bestaat. Om deze bouw en de evolutie daarvan goed te kunnen verklaren is voor deze groepen in het verleden de teloomtheorie opgesteld.

### Mossen
Sterker afwijkend zijn de levermossen, mossen, hauwmossen omdat het bij deze planten om haploïde gametofyten gaat en niet zoals bij de voorgaande groepen om diploïde sporofyten. Bij de bebladerde levermossen en bij mossen zijn er structuren die sterk gelijken op stengels en bladeren, maar met wortels vergelijkbare structuren zijn er niet. 
Bij hauwmossen en de thalleuze levermossen bestaat de plant uit een min of meer vlak en gelobd thallus.

### Algen
Een zeer heterogene groep wordt gevormd door de algen, die een hiervan afwijkende bouw en generatiewisseling hebben. Het meest verwant aan de planten zijn de groenwieren en de kranswieren.

## Taxonomische indeling
De formele botanische nomenclatuur (naamgeving) van planten wordt tegenwoordig geregeld door de International Code of Nomenclature for algae, fungi, and plants (ICBN).
Tegenwoordig worden in de biologie bijna uitsluitend fylogenetische classificatiesystemen gevolgd die de planten aan de hand van hun afstamming indelen. Hierbij gelden alleen de groenwieren (Chlorophyta), de kranswieren (Charophyta) en de Prasinophyta naast de landplanten (Embryophyta) als echte planten, te weten de Archaeplastida of Primoplantae. Al deze organismen bevatten chlorofyl a en b en slaan fotosynthetisch geproduceerde suikers in de vorm van zetmeel op in plastiden zoals chloroplasten en leukoplasten. De celwanden van deze organismen bestaan uit het macromolecuul cellulose (een polymeer van druivensuiker).
Wanneer plantaardige cellen delen, moeten zij een nieuwe celwand vormen tussen beide dochtercellen. Dit wordt bewerkstelligd door de vorming van een fragmoplast: een systeem van langs de as van de celdeling georiënteerde microtubuli, die helpt bij het begeleiden van de afzetting van cellulose. Dit is ook een belangrijk verschil met de groenwieren, die een fycoplast tijdens de mitose vormen, waarbij de microtubuli loodrecht liggen op de as van de celdeling. Alleen planten en kranswieren hebben celdeling met behulp van een fragmoplast.

### Moderne indeling
Tegenwoordig wordt een indeling als de onderstaande gebruikt, waar de wat nauwer omgrensde groep van planten is te vinden binnen de Archaeplastida:
| Linnaeus (1735) 2 rijken | Haeckel (1894) 3 rijken | Whittaker (1969) 5 rijken | Woese (1977) 6 rijken | Woese (1990) 3 domeinen | Cavalier-Smith (1998) 2 domeinen en 6 rijken | Cavalier-Smith (1998) 2 domeinen en 6 rijken | Keeling (2004) 3 domeinen en 5 supergroepen | Keeling (2004) 3 domeinen en 5 supergroepen |
| ------------------------ | ----------------------- | ------------------------- | --------------------- | ----------------------- | -------------------------------------------- | -------------------------------------------- | ------------------------------------------- | ------------------------------------------- |
| Animalia                 | Animalia                | Animalia                  | Animalia              | Eucarya                 | Eukaryota                                    | Animalia                                     | Eukaryota                                   | Unikonta                                    |
| Vegetabilia              | Plantae                 | Fungi                     | Fungi                 | Eucarya                 | Eukaryota                                    | Fungi                                        | Eukaryota                                   | Excavata                                    |
| Vegetabilia              | Plantae                 | Plantae                   | Plantae               | Eucarya                 | Eukaryota                                    | Plantae                                      | Eukaryota                                   | Archaeplastida                              |
| Vegetabilia              | Plantae                 | Protista                  | Protista              | Eucarya                 | Eukaryota                                    | Chromista                                    | Eukaryota                                   | Chromalveolata                              |
| niet behandeld           | Protista                | Protista                  | Protista              | Eucarya                 | Eukaryota                                    | Protozoa                                     | Eukaryota                                   | Rhizaria                                    |
| niet behandeld           | Protista                | Monera                    | Archaebacteria        | Archaea                 | Prokaryota                                   | Bacteria                                     | Archaea                                     | Archaea                                     |
| niet behandeld           | Protista                | Monera                    | Eubacteria            | Bacteria                | Prokaryota                                   | Bacteria                                     | Bacteria                                    | Bacteria                                    |

Een indeling van de supergroep Archaeplastida = Primoplantae

### Bedektzadigen
Er zijn in het verleden verschillende indelingen gebruikt, die regelmatig ook nog worden aangepast (bijvoorbeeld het Engler-systeem en het Wettstein-systeem). Arthur Cronquist publiceerde in 1981 het Cronquist-systeem. In de negentiger jaren is door de Angiosperm Phylogeny Group een nieuwe indeling gepubliceerd (zie ook het boek van W.S. Judd en anderen), gebaseerd op het DNA van chloroplasten bij bedektzadigen. De nieuwste indeling is APG IV (2016): dit wordt ten dele in de Nederlandstalige Wikipedia gebruikt. De indeling omvat een klein gedeelte van de planten (de bedektzadigen), maar dus niet de naaktzadigen, de varens, de bladmossen, de levermossen en de hauwmossen.

### Oudere indelingen
In de literatuur zijn allerlei andere indelingen te vinden. Zo is er de tweedeling Thallophyta versus Cormophyta, waarbij de Cormophyta de planten zijn met een opbouw vanuit een centrale stengel met daaraan bladeren (ze hebben meestal ook een wortel). De Thallophyta zijn dan alle andere plantvormen (algen, wieren, korstmossen, paddenstoelen, schimmels, enz). De naam Thallophyta heeft betrekking op een niet-natuurlijke eenheid (een zogenaamde parafyletische groep) en wordt eigenlijk niet meer gebruikt. De naam Cormophyta heeft wel betrekking op een natuurlijke groep, maar deze wordt tegenwoordig veelal Embryophyta genoemd. Een systeem dat de naam Cormophyta gebruikte is het Wettstein-systeem.
| Historische namen van verschillende groepen in het "Plantenrijk" | Historische namen van verschillende groepen in het "Plantenrijk" | Historische namen van verschillende groepen in het "Plantenrijk" | Historische namen van verschillende groepen in het "Plantenrijk" | Historische namen van verschillende groepen in het "Plantenrijk" | Historische namen van verschillende groepen in het "Plantenrijk" |
| ---------------------------------------------------------------- | ---------------------------------------------------------------- | ---------------------------------------------------------------- | ---------------------------------------------------------------- | ---------------------------------------------------------------- | ---------------------------------------------------------------- |
| Thallophyta, lagere planten Arrhizophyta                         | Cryptogamae sporenplanten                                        | Prokaryoten, Protophytae, Schizophyta, Monera                    | Prokaryoten, Protophytae, Schizophyta, Monera                    | Bacteria                                                         | Bacteria                                                         |
| Thallophyta, lagere planten Arrhizophyta                         | Cryptogamae sporenplanten                                        | Prokaryoten, Protophytae, Schizophyta, Monera                    | Prokaryoten, Protophytae, Schizophyta, Monera                    | Algen s.l.                                                       | Cyanophyta                                                       |
| Thallophyta, lagere planten Arrhizophyta                         | Cryptogamae sporenplanten                                        | thallofyten zonder archegonia                                    | thallofyten zonder archegonia                                    | Algen s.l.                                                       | Algae s.s.                                                       |
| Thallophyta, lagere planten Arrhizophyta                         | Cryptogamae sporenplanten                                        | thallofyten zonder archegonia                                    | thallofyten zonder archegonia                                    | Fungi, schimmels                                                 |                                                                  |
| Thallophyta, lagere planten Arrhizophyta                         | Cryptogamae sporenplanten                                        | thallofyten zonder archegonia                                    | thallofyten zonder archegonia                                    | appendix: Lichenes                                               |                                                                  |
| Thallophyta, lagere planten Arrhizophyta                         | Cryptogamae sporenplanten                                        | Cormophyta Embryophyta Plantae (s.s.)                            | Archegoniatae                                                    | Bryophyta s.l. Astelocormophyta                                  | Hepaticae                                                        |
| Thallophyta, lagere planten Arrhizophyta                         | Cryptogamae sporenplanten                                        | Cormophyta Embryophyta Plantae (s.s.)                            | Archegoniatae                                                    | Bryophyta s.l. Astelocormophyta                                  | Musci                                                            |
| Thallophyta, lagere planten Arrhizophyta                         | Cryptogamae sporenplanten                                        | Cormophyta Embryophyta Plantae (s.s.)                            | Archegoniatae                                                    | Bryophyta s.l. Astelocormophyta                                  | Anthocerotae                                                     |
| Tracheophyta hogere planten Rhizophyta Stelocormophyta           | Cryptogamae sporenplanten                                        | Cormophyta Embryophyta Plantae (s.s.)                            | Archegoniatae                                                    | Vaatcryptogamen Pterophyta, varens                               | Lycophyta                                                        |
| Tracheophyta hogere planten Rhizophyta Stelocormophyta           | Cryptogamae sporenplanten                                        | Cormophyta Embryophyta Plantae (s.s.)                            | Archegoniatae                                                    | Vaatcryptogamen Pterophyta, varens                               | Pteridophyta                                                     |
| Tracheophyta hogere planten Rhizophyta Stelocormophyta           | Phanerogamae, fanerogamen                                        | Cormophyta Embryophyta Plantae (s.s.)                            | Spermatofyta Lignophyta                                          | Gymnospermae                                                     | Gymnospermae                                                     |
| Tracheophyta hogere planten Rhizophyta Stelocormophyta           | Phanerogamae, fanerogamen                                        | Cormophyta Embryophyta Plantae (s.s.)                            | Spermatofyta Lignophyta                                          | Angiospermae Anthophyta                                          | Monocotyledonae                                                  |
| Tracheophyta hogere planten Rhizophyta Stelocormophyta           | Phanerogamae, fanerogamen                                        | Cormophyta Embryophyta Plantae (s.s.)                            | Spermatofyta Lignophyta                                          | Angiospermae Anthophyta                                          | Dicotyledonae                                                    |

Een andere tweedeling is die in Cryptogamae versus Phanerogamae, waarbij de Phanerogamae de zaadplanten zijn, tegenwoordig meestal Spermatophyta of Spermatopsida geheten. De Cryptogamen zijn dan de rest, de lagere planten zonder eenvoudig herkenbare voortplantingsorganen. De Cryptogamen vormen geen natuurlijke eenheid, maar de naam wordt nog steeds gebruikt omdat het een gemakkelijke verzamelterm die een aantal moeilijker in te delen organismes onder één noemer samenbrengt (varens, wolfsklauwen, mossen, korstmossen, algen, protisten).
Ook de naam Plantae is tamelijk verouderd. Bij zijn indeling in drie rijken (dieren, planten en mineralen) gebruikte Linnaeus de naam Plantae voor een groep die vandaag de dag buitengewoon ruim gedefinieerd lijkt.
De wat verouderde indeling, waarin de planten nog voorkomen is:
| Linnaeus 1735    | Haeckel 1866 | Chatton 1925 | Copeland 1938 | Whittaker 1969 | Woese e.a. 1990 | Cavalier-Smith 1998 |
| ---------------- | ------------ | ------------ | ------------- | -------------- | --------------- | ------------------- |
| 2 rijken         | 3 rijken     | 2 rijken     | 4 rijken      | 5 rijken       | 3 domeinen      | 6/7 rijken          |
| (niet behandeld) | Protista     | Prokaryota   | Monera        | Monera         | Bacteria        | Bacteria            |
| (niet behandeld) | Protista     | Prokaryota   | Monera        | Monera         | Archaea         | Archaea             |
| (niet behandeld) | Protista     | Eukaryota    | Protoctista   | Protista       | Eucarya         | "Protozoa"          |
| (niet behandeld) | Protista     | Eukaryota    | Protoctista   | Protista       | Eucarya         | "Chromista"         |
| Vegetabilia      | Plantae      | Eukaryota    | Plantae       | Plantae        | Eucarya         | Plantae             |
| Vegetabilia      | Plantae      | Eukaryota    | Plantae       | Fungi          | Eucarya         | Fungi               |
| Animalia         | Animalia     | Eukaryota    | Animalia      | Animalia       | Eucarya         | Animalia            |

### Flora
Flora's zijn in eerste instantie systematische inventarisaties van taxa (soorten, geslachten, families), die voorkomen in een bepaald gebied, bijvoorbeeld België, Nederland. Het betreft traditioneel beperkte groepen, zoals kranswieren, korstmossen, mossen, levermossen, of vaatplanten.
Meestal zijn deze soortenlijsten voorzien van determinatiesleutels en van morfologische, plantengeografische en ecologische gegevens. Op een dergelijke publicatie is de benaming flora overgegaan. Vaak zijn de taxonomische indelingen aangepast voor lokaal gebruik en zijn namen in de lokale taal of talen toegevoegd. 
Voor het Nederlandse (taal-)gebied zijn verschillende flora's gemaakt, onder andere:
- De voorloper van de huidige Heukels' Flora van Nederland gebruikte vanaf 1934 het systeem van Wettstein in Handbuch der systematischen Botanik;[8] een nauw verwant systeem is dat van Engler, in Die natürlichen Pflanzenfamilien.
- De indeling in de Heukels' Flora van Nederland, 1996, gaat uit van Cronquist, maar in een aangepaste versie. Het Cronquist-systeem (1981) gebruikt de naam Magnoliophyta voor de bedektzadigen en Magnoliopsida voor de dicotylen, en onderscheidt zes onderklassen in de dicotylen (onder andere de Magnoliidae).De Heukels gebruikt de naam Magnoliopsida voor de bedektzadigen en Magnoliidae voor de dicotylen, verder worden de oorspronkelijke onderklassen in rang teruggezet tot superorden.
- Daarentegen baseert de 23ste druk van Heukels' Flora van Nederland, 2005, zich op een ander systeem. Het APG II-systeem[9] is grotendeels gebaseerd op chloroplast-DNA.
Dit APG II-systeem gebruikt boven het niveau van orde geen formele botanische namen, maar gebruikt namen van clades: angiosperms, eudicots, rosids, eurosids I. Deze Heukels' Flora van Nederland gebruikt een licht aangepaste versie van dit systeem, een vertaling van de weergave in The Plant-book, 2006). Hierin zijn de zaadplanten de klasse Spermatopsida geworden. Tussen klasse en orde worden geen rangen gebruikt, maar Nederlandstalige namen voor clades, zoals Bedektzadigen, Tweezaadlobbigen, Rosiden, Fabiden.
Ondertussen is er in 2016 het APG IV-systeem gepubliceerd.[10] Het is de opvolger van het APG III-systeem.
- In 2022 is de KNNV begonnen met de uitgave van de Nova Flora Neerlandica, omdat, ondanks dat de Nederlandse flora goed bekend is, er nog geen standaardwerk beschikbaar was met een uitgebreide behandeling en alle recente gegevens van alle plantensoorten. Nova Flora Neerlandica is bedoeld als het standaardwerk over de flora van Nederland.

De nomenclatuur van de hogere taxa kan licht tot verwarring leiden: zo gaat de Flora van België, het Groothertogdom Luxemburg, Noord-Frankrijk en de aangrenzende gebieden uit van de bloemplanten (Anthophyta), en plaatst deze in de zaadplanten (Spermatophyta). De schade zal meevallen wanneer er beschrijvende namen gebruikt worden (zie Art. 16 van de ICBN) zoals Spermatophyta (zaadplanten) of Spermatopsida, Angiospermae (bedektzadigen) of Anthophyta (bloemplanten), alsook Monocotyledones en Dicotyledones. Het is echter in de mode geraakt om een naam te gebruiken gevormd uit een familienaam, zoals Magnoliopsida, Magnoliidae (vanuit de familienaam Magnolicaceae): deze familienaam moet op zijn beurt gebaseerd zijn op een genusnaam. Het enige onderlinge verschil tussen zulke namen is de uitgang welke de rang aangeeft, en rang kan veranderen met elke publicatie van wéér een systeem. Volgens de Heukels van 1996 zijn Magnoliopsida de bedektzadigen, de bloeiende planten, volgens de flora van België zijn het echter de tweezaadlobbigen: dat is geen inhoudelijk verschil van inzicht maar alleen een (gering) verschil van opschrijven. Dergelijke namen zeggen dus alleen iets binnen een vooraf gedefinieerd (maar vluchtig) kader.

## Vegetatie
Vegetatie zijn alle planten die op zich een bepaalde plek hebben gevestigd en zich daar uit zichzelf (spontaan) hebben gerangschikt. Planten treden vaak op in karakteristieke groepen, de zogenaamde plantengemeenschappen. Vaak vormt de vegetatie als primaire producent de basis van een (land-)ecosysteem.
De term aanplant wordt gewoonlijk voor door de mens doelbewust geplante begroeiing gebruikt, de termen plantengroei en begroeiing zijn meer neutraal en kan zowel op vegetatie als op aanplant slaan.

## Levensprocessen

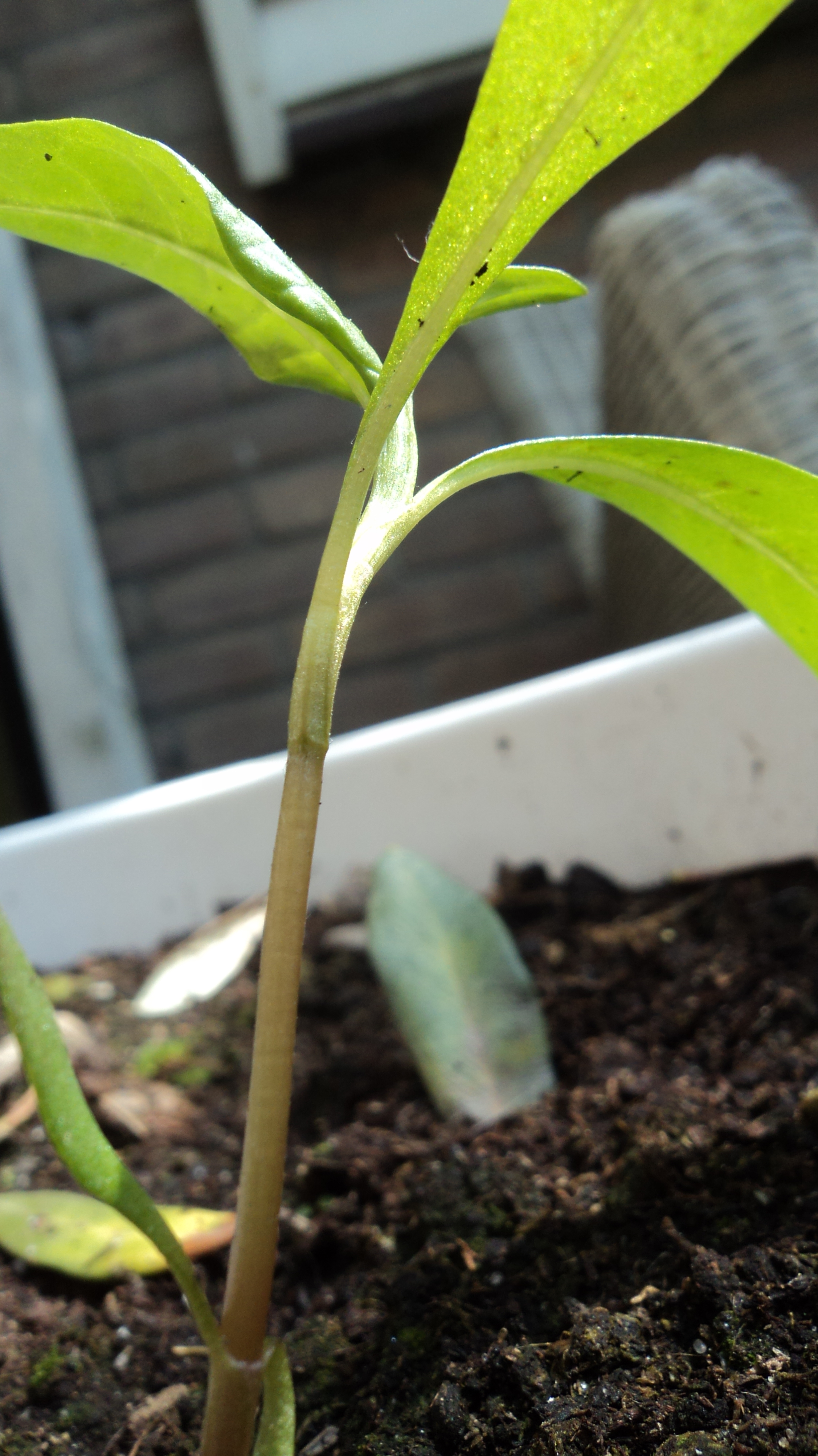
Een jong plantje

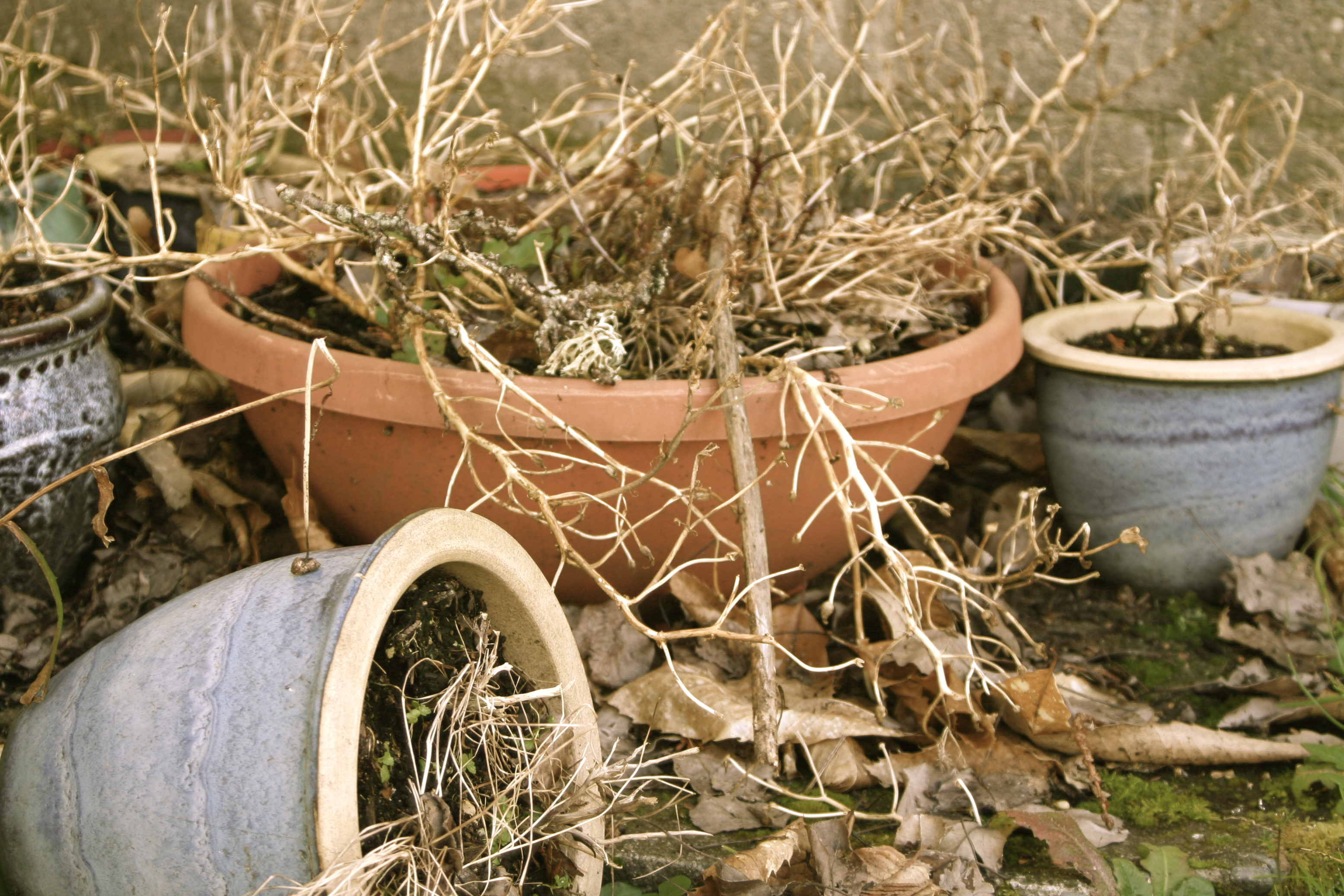
Uitgedroogde, afgestorven potplanten

De bouwstoffen van een plant worden voor een belangrijk deel uit de lucht opgenomen. Door fotosynthese zet een plant met behulp van energie uit zonlicht koolstofdioxide en water om in suikers (glucose) met als bijproduct zuurstofgas. Deze suikers vormen de belangrijkste stof waarvan een plant gebouwd wordt. Het fotosyntheseproces vindt plaats in de chloroplasten die zich in alle groene delen van een plant bevinden. Bladgroen of chlorofyl is een biologisch pigment dat samen met andere rode en gele pigmenten planten helpen om zo veel mogelijk licht te vangen.
De wortels van de vaatplanten nemen water op met de daarin opgeloste mineralen zoals fosfaten en nitraten. De opgenomen water en voedingsstoffen transporteert de plant door vaatbundels met xyleem en floëem. Het xyleem vervoert water met opgeloste mineralen naar de rest van de plant en het floëem transporteert suikers en andere voedingsstoffen naar plaatsen waar ze gebruikt of opgeslagen worden zoals de wortels. Er bestaan ook vleesetende planten. Deze halen hun stikstofbevattende voedingsstoffen niet uit grond, maar uit gevangen insecten.
De meeste planten hebben zuurstof nodig om te groeien zowel bij de bovengrondse delen als bij de wortels. Er zijn maar weinig planten die zonder zuurstof bij de wortels kunnen overleven. Waterplanten hebben vaak luchtkanalen door de plant naar de wortels. Voorbeelden van planten die in een zuurstofarm milieu kunnen groeien met de wortels zijn waterplanten, tredplanten en mangroves.
De groei van een plant hangt af van een aantal factoren. Als eerste is de groei genetisch bepaald. De mate van groei wordt verder bepaald door de omgeving. Abiotische factoren zoals licht, temperatuur, de aanwezigheid van water en de aanwezigheid van voedingsstoffen hebben invloed op de groeisnelheid van de plant.
Biotische factoren hebben ook invloed op de plant.
- Planten concurreren met andere planten om licht, water, ruimte en voedingsstoffen.
- Sommigen planten hebben dieren zoals vogels en insecten nodig om te kunnen overleven of voort te planten.
- Door dieren kan een plant schade oplopen, bijvoorbeeld door betreding en begrazing.
- De vruchtbaarheid van de bodem wordt bepaald door schimmels en bacteriën, wat weer invloed heeft op de groei van de plant.
- Andere organismen kunnen parasiteren op planten, wat nadelig is voor de groei.
- Wortels van de meeste planten kunnen bepaalde mycorrhizaschimmels of bacteriën nodig hebben voor de groei.

Planten kunnen worden ingedeeld volgens hun levensvorm en hun levensduur:
- Eenmaal bloeiende planten
  - Eenjarig
  - Tweejarig
  - Meerjarig
- Overblijvende planten (bloeien meerdere malen)
  - Vaste planten, overblijvende kruiden
  - Houtige planten zoals struiken en bomen

De groeisnelheid van de plant is erg divers. Sommige mossen groeien ongeveer 0,001 mm/h terwijl veel bomen met een snelheid van 0,025–0,250 mm/h groeien. Sommige planten zoals kudzu (Pueraria lobata) groeien met de snelheid van 12,5 mm/h.
Planten beschermen zichzelf tegen vorst en uitdroging door antivries-eiwitten, hitteschok-eiwitten en suikers. Late Embryogenesis Abundant (LEA) zorgt ervoor dat eiwitten niet samenklonteren als gevolg van uitdroging of bevriezing.

## Plantenecologie
Planten zorgen door fotosynthese voor het overgrote deel van alle energie in land-ecosystemen. In zee zijn het meest fotosynthetische groepen algen die zorgen voor de energieomzetting. Door fotosynthese is in de loop van de tijd de samenstelling van de atmosfeer veranderd. De meeste dieren en andere organismen zijn afhankelijk van zuurstof. Toen planten gedurende het Ordovicium (485-443 Ma) aan land kwamen werden ze de belangrijkste zuurstofproducenten op het land en vormden ze de producenten en zo basis van de voedselketens in ecosystemen. Bovendien zijn planten noodzakelijk voor de primaire consumenten (herbivoren), de dieren omdat ze onderdak, voedsel en zuurstof afnemen van de plant.
Planten zijn het belangrijkst in de waterkringloop. Doordat sommigen planten mechanismen ontworpen hebben om stikstof te binden spelen ze ook een grote rol in de stikstofkringloop. De wortels van een plant spelen bovendien een belangrijke rol in de ontwikkeling van de bodem en het voorkomen van erosie.

## Studies
Plantkunde of botanie is in de oudere, vage omgrenzing de studie van het plantenrijk. Over het algemeen wordt de mycologie hier niet meer onder begrepen, meestal dan weer met de uitzondering daarop van de lichenologie.
Floristiek is de studie van de verspreiding van de wilde flora (van het spontane voorkomen van planten) en dus een onderdeel van de plantengeografie.